# The Mix Tour
Die The Mix Tour war eine weltweite Tournee der deutschen Synthiepop-Formation Kraftwerk, die ihr 1991 veröffentlichtes Remixalbum The Mix unterstützte.

## Hintergrund
Kraftwerk begannen ihre The Mix Tour am 10. Juli 1991 in Aberdeen und beendeten sie am 30. November des gleichen Jahres in Prag. Die Tournee führte die Band fast ausschließlich durch Europa, wobei sie jedoch auch zweimal in Nordamerika auftrat.
Es war ihre erste größere Tournee seit 1981. In der Zwischenzeit hatten die jahrelangen Bandmitglieder Wolfgang Flür und Karl Bartos die Band verlassen, wobei letzterer noch als Programmierer am Album The Mix beteiligt war, dessen Mitwirken in den Album-Credits jedoch nicht erwähnt wird. Da die beiden Kraftwerk-Gründungsmitglieder Ralf Hütter und Florian Schneider jedoch den Synthie-Pop-Quartett-Stil auf der Bühne beibehalten wollten, rekrutierten sie die Musiker Fritz Hilpert und Fernando Abrantes als Ersatz für Flür und Bartos (Hilpert wirkte bereits an den Aufnahmen zu The Mix mit.) Abrantes verließ die Band jedoch kurz nach dem ersten Tourabschnitt durch Europa, sein Nachfolger wurde Henning Schmitz, langjähriger Toningenieur des Kling Klang Studios, der Kraftwerk ab dem zweiten europäischen Tourabschnitt begleitete. In der Besetzung Hütter/Schneider/Hilpert/Schmitz blieben Kraftwerk als Liveact bis zu Florian Schneiders Ausstieg im Jahr 2008 aktiv.
Bei den Aufführungen des Liedes Die Roboter kamen speziell für die Tournee entwickelte, bewegliche Roboter-Nachbildungen der Bandmitglieder zum Einsatz, die auch bei Fernseh- und Fototerminen und bei Videos präsentiert wurden.

## Setlist

### Beispiel-Setlist
- Intro
- Nummern
- Computerwelt
- Heimcomputer
- It’s More Fun to Compute
- Computerliebe
- Das Model
- Tour de France
- Autobahn
- Radioaktivität
- Trans Europa Express
- Abzug
- Metall auf Metall
- Die Roboter
- Taschenrechner
- Dentaku
- Boing Boom Tschak
- Techno Pop
- Musique Non Stop

## Tourdaten
| Nr.                 | Datum              | Stadt             | Land               | Veranstaltungsort               |                |
| Leg 1 – Europa      | Leg 1 – Europa     | Leg 1 – Europa    | Leg 1 – Europa     | Leg 1 – Europa                  | Leg 1 – Europa |
| ------------------- | ------------------ | ----------------- | ------------------ | ------------------------------- | -------------- |
| 1                   | 10. Juli 1991      | Aberdeen          | Schottland         | Capitol Theatre                 |                |
| 2                   | 11. Juli 1991      | Glasgow           | Schottland         | Barrowland Ballroom             |                |
| 3                   | 12. Juli 1991      | Manchester        | England            | Apollo Theatre                  |                |
| 4                   | 13. Juli 1991      | Liverpool         | England            | Royal Court Theatre             |                |
| 5                   | 15. Juli 1991      | Birmingham        | England            | The Hummingbird                 |                |
| 6                   | 16. Juli 1991      | Sheffield         | England            | City Hall                       |                |
| 7                   | 17. Juli 1991      | Edinburgh         | Schottland         | Playhouse Theatre               |                |
| 8                   | 19. Juli 1991      | London            | England            | Brixton Academy                 |                |
| 9                   | 20. Juli 1991      | London            | England            | Brixton Academy                 |                |
| Leg 2 – Nordamerika |                    |                   |                    |                                 |                |
| 10                  | 27. September 1991 | Ann Arbor         | Vereinigte Staaten | Michigan Theatre                |                |
| 11                  | 3. Oktober 1991    | Universal City    | Vereinigte Staaten | Universal Amphitheatre          |                |
| Leg 3 – Europa      |                    |                   |                    |                                 |                |
| 12                  | 18. Oktober 1991   | Helsinki          | Finnland           | Kulttuuritalo                   |                |
| 13                  | 20. Oktober 1991   | Solna             | Schweden           | Solnahallen                     |                |
| 14                  | 21. Oktober 1991   | Lund              | Schweden           | Olympen                         |                |
| 15                  | 23. Oktober 1991   | Oslo              | Norwegen           | Rockefeller                     |                |
| 16                  | 24. Oktober 1991   | Kopenhagen        | Danemark           | Saga Rockteater                 |                |
| 17                  | 27. Oktober 1991   | Leipzig           | Deutschland        | Haus Auensee                    |                |
| 18                  | 28. Oktober 1991   | München           | Deutschland        | Kronebau                        |                |
| 19                  | 30. Oktober 1991   | Ludwigsburg       | Deutschland        | Forum am Schlosspark            |                |
| 20                  | 31. Oktober 1991   | Düsseldorf        | Deutschland        | Philipshalle                    |                |
| 21                  | 1. November 1991   | Frankfurt am Main | Deutschland        | Kongresshalle                   |                |
| 22                  | 2. November 1991   | Hamburg           | Deutschland        | Docks                           |                |
| 23                  | 3. November 1991   | Hamburg           | Deutschland        | Docks                           |                |
| 24                  | 5. November 1991   | Villeurbanne      | Frankreich         | Le Transbordeur                 |                |
| 25                  | 7. November 1991   | Valencia          | Spanien            | Arena Auditorium                |                |
| 26                  | 8. November 1991   | Barcelona         | Spanien            | Sala Zeleste                    |                |
| 27                  | 9. November 1991   | Saragossa         | Spanien            | Teatro Municipal Miguel Fleta   |                |
| 28                  | 12. November 1991  | Paris             | Frankreich         | Olympia                         |                |
| 29                  | 13. November 1991  | Utrecht           | Niederlande        | Muziekcentrum Vredenburg        |                |
| 30                  | 14. November 1991  | Brüssel           | Belgien            | Ancienne Belgique               |                |
| 31                  | 15. November 1991  | Tourcoing         | Frankreich         | Théâtre Municipal Raymond Devos |                |
| 32                  | 17. November 1991  | Mailand           | Italien            | Rolling Stone                   |                |
| 33                  | 24. November 1991  | Berlin            | Deutschland        | Halle Weißensee                 |                |
| 34                  | 26. November 1991  | Zürich            | Schweiz            | Volkshaus                       |                |
| 35                  | 28. November 1991  | Wien              | Osterreich         | Kurhalle Oberlaa                |                |
| 36                  | 29. November 1991  | Budapest          | Ungarn             | Sportcsarnok                    |                |
| 37                  | 30. November 1991  | Prag              | Tschechoslowakei   | Palác kultury                   |                |

## Band
- Ralf Hütter: Gesang, Vocoder, Synclavier
- Florian Schneider: Vocoder, Sprachsynthese
- Fritz Hilpert: Musikdatenmischung
- Fernando Abrantes: Programmierung, Drumcomputer (Juli 1991)
- Henning Schmitz: Programmierung, Drumcomputer (September – November 1991)